# 君たちはどう生きるか (映画)
『君たちはどう生きるか』（きみたちはどういきるか、英語: The Boy and the Heron）は、2023年7月14日に公開されたスタジオジブリ制作の日本のアニメーション映画。宮崎駿の原作・脚本・監督による冒険活劇ファンタジーで、宮崎の長編監督作としては2013年公開の『風立ちぬ』以来10年ぶりの作品となる。タイトルは、吉野源三郎の同名小説『君たちはどう生きるか』に由来しており、原作ではないが同小説が主人公にとって大きな意味を持つ。
太平洋戦争中、母親の死をきっかけに田舎に疎開した眞人という少年が、新居の近くで廃墟となった塔を発見し、人間の言葉を話す謎の青サギと出会い、彼と共に幻想的な「下の世界」へと足を踏み入れるストーリー。
公開前も公開後もほぼ情報を明かさず、予告も制作しない手法を取った。また、『魔女の宅急便』以降制作に携わっていた日本テレビやディズニーなどが関与せず、単独出資する映画としては1988年公開の『となりのトトロ』（徳間書店製作）以来35年ぶり、2023年10月6日に日本テレビホールディングスの子会社となる前では唯一となるスタジオジブリの単独出資映画となった。
2023年9月に開催された北米最大の映画祭である第48回トロント国際映画祭で日本映画史上初となるオープニング作品となり、観客賞の次点第2位となる。翌年にはゴールデングローブ賞と英国アカデミー賞で日本映画史上初となるアニメ映画賞を連続して受賞し、日本時間で2024年3月11日に授賞式が行われた第96回アカデミー賞で、日本映画としては『千と千尋の神隠し』以来21年ぶりとなるアカデミー長編アニメ映画賞を受賞した。
2024年12月、米国映画批評サイト「Collider」選定の「2020年代最高のファンタジー映画10本」で、第1位に選ばれた。2025年6月には米国映画情報サイト「IndieWire」が発表した「2020年代最高の映画100本」で、第5位に選ばれた。

## ストーリー

### 現実世界における塔との出会い
太平洋戦争が始まってから3年目に、眞人は実母・ヒサコを火災で失う。軍需工場の経営者である父親の勝一はヒサコの妹、夏子と再婚し、眞人は母方の実家へ工場とともに疎開する。
疎開先の屋敷の近くには覗き屋の青サギが住む塔が建っていた。この塔を不思議に思った眞人は土砂で半ば埋もれている入口から入ろうとするが、屋敷に仕えるばあやたちに制止される。その晩、眞人は夏子から塔は、大伯父によって建てられ、その後大伯父は塔の中で忽然と姿を消したこと、大水が出たときに塔と母屋をつなぐ回廊が落ちて迷路のようなトンネルが見つかり、危なかったので夏子の父親（眞人の祖父）によって入口が埋め立てられたことを告げられる。
転校初日、勝一の車に送られて登校した眞人は学校でうまく馴染めず、帰り道で地元の少年らから殴る蹴るの暴行を受ける。その後、眞人は道端の石で自分の頭を殴って出血を伴う大ケガを負い、屋敷で手当を受けるが自室で寝込んでしまう。
翌朝、部屋につきまとう青サギを退治に木刀を持って庭の池の淵に出た眞人に、青サギが突然襲いかかる。人の言葉をしゃべる青サギから「母君のご遺体を見ていらっしゃらないでしょう。あなたの助けを待っていますぞ」と話しかけられ、操られた魚やカエルたちに全身を包み込まれたが、眞人を探しに来た夏子とばあやたちに助けられる。
眞人のケガを地元の少年らによるものと思い込んだ勝一は、怒りをあらわにし学校側に苦情を訴える。一方で夏子は妊娠によるつわりに苦しみ、何度も眞人の顔がみたいと周囲に話すが、眞人は母親にそっくりな夏子を受け入れることができず、見舞いに訪ねるもそっけない態度をとってしまう。
ある日眞人は、砕けた木刀の代わりに弓矢を自作していると、ふと屋敷の窓から夏子が森の中へと消えていく姿を見かける。自室に戻り、落ちていた青サギの抜け羽を材料に矢を作り直しているとき、ヒサコが昭和12年に、眞人のために残した吉野源三郎の小説『君たちはどう生きるか』を見つけ、それを読み進めるうちに涙を流す。
その日の夕暮れ、夏子の失踪に屋敷中が大騒ぎになる中、眞人は使用人のばあやキリコとともに、夏子を探しに森へ入ると塔の裏口にたどり着き、青サギの声に促されるまま足を踏み入れるが閉じ込められてしまう。塔内で待ち構えていた青サギに、偽物のヒサコを見せられて怒った眞人は、青サギの弱点である青サギの羽根「風切りの七番」を矢羽根にした矢を放ち、青サギの嘴を穿つ。すると青サギは半鳥人の姿（サギ男）から戻れなくなってしまう。塔の最上階にたたずむ謎の人物に命令され、眞人とキリコばあやは「下の世界」へいざなわれていく。

### 下の世界との遭遇
「下の世界」に落ちた眞人はペリカンの大群に襲われ、「我ヲ學ブ者ハ死ス」と刻まれている墓の門を開けてしまうが、通りすがりの若い船乗り・キリコに助けられ、成り行きでキリコの仕事を手伝う。「下の世界」のキリコは魚を捕ることを生業としており、捕った魚を殺生ができない「下の世界」の住人に与え、また人が生まれる前の魂たち・ワラワラを飛ばすのに魚の内臓が滋養になるという。
仕事を終えた月夜、眞人はキリコの部屋の庭の隅にある便所を出ると、目の前で多くのワラワラたちが風船のように一斉に飛び始めた。すると、それを狙ってペリカンたちがワラワラに襲い掛かり、捕食を始めた。そんな中、舟に乗って現れた火を操る少女・ヒミが自らの力を使って花火を打ち上げ、ペリカンたちを撃退する。ワラワラたちも巻き添えになる中、止めろと叫ぶ眞人だったが、ヒミがいないとワラワラたちは上の世界へ行けずすべて食われてしまうとキリコはつぶやき、ヒミに感謝の言葉を投げかける。
眞人は床についたあとも寝付けず、物音を聞いて再び庭に出てみると、便所の横で花火の巻き添えで瀕死状態となった老ペリカンと出会う。老ペリカンは、「我が一族はワラワラを食うために連れてこられた」「この世界の海には魚がほとんどおらずワラワラを食べるほかなすすべがない」「ここは呪われた海だ」などを眞人に語った後、力尽きてしまう。どこからともなくやってきた青サギを横目に、眞人は丁重に老ペリカンを埋葬する。
翌朝、青サギに手伝わせて水くみをしていた眞人だったが、キリコに青サギと和解するよう諭されながら、二人が協力して夏子を探しに行くことを提案され、お守りの人形を渡されてキリコのもとを離れる。

### 現実世界の勝一たち
一方、現実世界では、眞人と夏子、それに加え女中のキリコも一斉に失踪してしまい、工場従業員も動員した大捜索が行われるも発見には至らずにいた。勝一がうなだれていると、ばあやの一人が塔の正体を勝一に告げる。塔は大伯父がはじめから造ったわけではなく、明治維新の少し前に、池に謎の飛翔物が落ちて出現した石の塔であり、それから30年後に大伯父が森の中で発見し、石の周りを建物で隠したという。
また、生前のヒサコが屋敷で神隠しにあったことがあったが、その1年後には同じ姿で、失踪時の記憶を失ったまま、元気な様子で帰ってきたエピソードも勝一に話す。それを聞いた勝一は、すぐに刀を身につけ、捜索道具を衣服に押し込み、屋敷を出て塔の方へと向かっていた。

### 少年と青サギ、夏子を探す旅
「下の世界」で夏子を探す旅に出た眞人と青サギであったが、その道中で眞人は青サギの飛行能力を取り戻すために、枝を削って嘴の穴にあてがって塞いでやる。青サギは、夏子がいる塔に行くためには鍛冶屋の小屋を通らなければならないと眞人に言うが、すでに小屋は人を食うといわれる獰猛な人間大のインコの集団に占拠されていた。
青サギが囮となってインコたちを引き付けている間に小屋の扉を開けて入ろうとする眞人だったが、中はほかのインコたちで溢れていた。待ち構えていたピンクのインコに「お待ちしておりました」と告げられ、奥へと案内される。そこで眞人はインコたちに囲まれ、あと一歩で殺されそうになるが、突如上がった炎の中から現れたヒミが周りのインコたちを焼き払う。ヒミのワープする力を使って二人はヒミの家へ移動、一緒に食事を済ませると、そこから夏子がいる石の塔へ向かう。
自分の世界で見た塔と同じだと気づいた眞人に対し、ヒミはいろんな世界に石の塔は跨がっていると教える。夏子がいる産屋への道すがら、回廊で眞人がいた現実世界へ通じる「132」と書かれたドアを見つける。その直後、二人は回廊の前後から迫るインコ軍団に挟まれてしまい、やむを得ずドアノブを握りしめたままドアの外の現実世界へと逃げ込む。
その時、目の前から捜索にきた勝一と遭遇すると、戻ろうとして再び開けたドアの隙からインコ軍団が現実世界へなだれ込む。インコは現実世界に入ると人型の巨大な姿から、普通のインコの姿になってしまい、勝一は眞人がセキセイインコになってしまったと落胆する。
この混乱の隙をついて再び「下の世界」に戻った二人は夏子のいる石で囲まれた産屋までたどり着き、一人で産屋の中へ入った眞人は、夏子に一緒に元の世界へ帰ろうと訴える。しかし、石の特別な力によって眞人は産屋の外へ押し返され、気絶した眞人とヒミはインコたちに捕らえられてしまう。

### 大伯父との邂逅
眞人は夢の中で大伯父と邂逅し、「下の世界」の均衡は、塔の主たる大伯父が悪意を持つという石でできた積み木を積んで日々バランスをとり続けていること、そして眞人に年老いてしまった自分の後を継いでほしいことを語る。
目覚めた後、インコたちの調理場で囚われの身となっていた眞人は、インコに変装した青サギに助けられる。インコたちの王であるインコ大王とその手下たちに捕まったヒミは、塔がインコであふれたためこの世界のすべてをインコのものへと帰すための取引のダシに使われ、大伯父のいる塔の上へ連れて行かれるところを、眞人と青サギは塔の外壁をよじ登って後を追っていく。
外壁の窓から塔内へ侵入した眞人たちだったが、インコ大王に足場の階段をサーベルで切り落とされ、二人は階段もろとも墜落してしまう。塔の上の不思議な光の通路を抜けて天界の大伯父の元に到着したインコ大王は、大伯父に眞人たちが産屋に入るという禁忌を犯したと告げると、大伯父は少し時間をもらえないかと答え、眞人に自分の後を継がせたいのだと言う。
階段の瓦礫の中から抜け出した眞人たちも光の通路を抜けて大伯父の元へと向かうが、それを見たインコ大王があとを尾行する。天界の宮殿でヒミと再会した眞人は二人で大伯父に会いに向かい、草が生い茂る石の積木でできた丘にいる大伯父の元へたどりつく。
大伯父は、ここに世界から集めてきた13個の悪意で穢（けが）されていない石があるから、3日に一つずつ積み上げて争いのない平和で美しい自分の世界を作り、世界のバランスを取ってきた自分の役目を引き継いで欲しいこと眞人に懇願する。大伯父曰く、自分の積み木はもう支えきれない、そして自らの血を引継ぎ、悪意のない人間しかこの仕事は出来ないとのことだった。しかし眞人は石で殴ってできた頭の傷を指して、「この傷は自分でつけました。僕の悪意の印です」と言って拒否し、元の世界へ夏子と一緒に帰ることを大伯父に話す。
このやり取りの様子を背後から覗いていたインコ大王が、積み木に自分たちの命運が委ねられていることを知って激高すると、とんでもない裏切りだと言って横から手を出し、悪意で穢されていない石をでたらめに積んでこれを叩き切る。すると、この世界の均衡を保ってきた大伯父の積み木が崩れ、「下の世界」は崩壊を始める。

### 「下の世界」からの脱出
崩壊の始まった塔へたどり着いたキリコによって夏子は救出され、天界から脱出してきた眞人たちとも「時の回廊」で合流する。眞人は、元に戻れば火事で死んでしまう運命にあるヒミに、自分たちの時代へ一緒に来るよう訴えるが、実母ヒサコ本人であるヒミは「これからあなたのお母さんになるんだから」と明るく答えて眞人をなだめる。夏子もヒミと会い、ここで別れを告げた後、眞人と夏子、青サギは現実世界へ通じる「132」のドアから、ヒミとキリコはヒサコの少女時代につながるドアから、それぞれの元の世界に戻る。

### 現実世界への帰還
「下の世界」の崩壊により避難してきたインコたちやペリカンたちも眞人たちの現実世界に出現し、塔はすべて崩壊する。青サギに「まだ向こうのことを覚えてんですかい」と問われた眞人は、ポケットの中のキリコの人形や、大伯父のもとへ向かう際に積み木の丘で拾った石に気付く。青サギはその記憶もじきに忘れると言い、眞人の前から姿を消していく。そしてキリコの人形がばあやのキリコへと変わる。
ようやく日本は終戦を迎え、眞人にも弟が出来た。終戦から2年が経って一家は疎開先から東京へ戻ることになり、玄関先で待つ一家の呼び声で、身支度を済ませた眞人が自室から出ていく場面で映画は幕を閉じる。(「おわり」の表記はない)

## 登場キャラクター
眞人（まひと）
声：山時聡真、英語版吹替：ルカ・パドヴァン
本作の主人公。小学6年生、11歳の少年。名字は「牧」。太平洋戦争が始まった3年目に、火災で母を失い、父と共に母方の実家である屋敷へと疎開する。
母を失った影響もあってか性格は寡黙で、継母となる夏子に対しても心を開かず、彼女を母ではなく「父の好きな人」と認識していた。しかし、塔の中へ姿を消した夏子を探すために「下の世界」へと赴き、旅の中で成長していく。
青サギ（サギ男）に対しては得体の知れない存在として敵意を向けていた(青サギの落とした羽根を矢羽に付けた自作の矢で嘴を貫くことで、一旦撃退している)が、「下の世界」で夏子を探す内に友情が芽生え、やがて友達と認める。
転校先のクラスメイトと喧嘩した後、頭の右側を自ら石で叩いたことで深い傷が残っており、眞人はこれを「悪意の印」と称している。
青サギ / サギ男
声：菅田将暉、英語版吹替：ロバート・パティンソン
眞人が疎開した屋敷にいる謎のアオサギ。屋敷の人々からは「覗き屋の青サギ」と呼ばれている。人間の言葉を話し、カエルや魚の群れを操るなど、明らかに普通の鳥ではない行動を見せる。また、羽には不思議な力が宿っている。
普段は青サギの姿で眞人を監視しているが、その正体は嘴の如く大きな鼻をした禿げ頭の小男。嘴に穴が空くと本来の飛行能力を失う。穴に栓をすれば姿と能力は戻るが、穴を塞げるのは穴を空けた相手に限られる。眞人に嘴の羽根を塞がれてからは人間の頭を出した状態でも飛ぶことは出来るが、青サギの状態よりも遥かに飛行力は低く、眞人を脚にぶら下げて飛ぶ程度が精一杯。抜け落ちた羽根に感覚が繋がっており、眞人に羽根を割かれると痛がる。
「下の世界」の主である大伯父の使いとして眞人の前に現れ、彼に「母（ヒサコ）が生きている」と吹込むことで「下の世界」へ連れて行こうとする。だが自身の羽を使って作成した矢で嘴に穴を空けられてしまい、小男の姿に変化。大伯父の指示やキリコ（若い姿）の助言もあって、夏子を探す眞人に協力することとなり、その旅の中で次第に眞人との友情が芽生える。
「下の世界」崩壊時は眞人や夏子と同じ扉から脱出。眞人に「下の世界」の存在やそこで体験した出来事はいずれ忘れ去られることを告げ、彼に「あばよ友達」と言い残し記憶の何処かへ飛び去った。
ヒサコ
眞人の実母。病院で火災に遭い死亡。少女時代に塔で行方不明になったことがあり、1年後に失踪前と何一つ変わらない姿で戻ってきた。
生前、成長した眞人のために『君たちはどう生きるか』の書籍を遺していた。
ヒミ
声：あいみょん、英語版吹替：福原かれん
本作のヒロイン。火炎を操る力(但し、下の世界の深部では力が弱くなり炎を使えない。)を持った、赤い服の少女。力が万全の時は、炎を伝って別の場所へ瞬時に移動したり、花火を放ってペリカンを追い払うことができる。眞人にバターとジャムを塗ったパンを御馳走する。
その正体は、少女時代に「下の世界」へ迷い込んだ眞人の母ヒサコその人である。「下の世界」が崩壊した際は、妹の夏子に元気な赤ちゃんを産むように伝え、本来いるべき世界（失踪から1年経過した後の時代）へと帰って行った。

キリコ
声：柴咲コウ、英語版吹替：フローレンス・ピュー
屋敷に仕える「ばあや」の一人。煙草好きと思われる様子が見られる。
塔に向かう眞人を危険な目に遭わないように止めようとするが、塔に一緒に入った末に「下の世界」へと引き込まれ行方知れずとなる。眞人が元の世界に帰った際、眞人のポケットに入っていた「ばあやのキリコの人形」から元の姿に戻る。
キリコ（若い姿）
声：柴咲コウ
眞人が「下の世界」で出会った男勝りな女漁師。ばあやのキリコと同じ柄の服を着ている。舟(小型の帆船)を操って魚を採り、殺生ができない「下の世界」の住人に魚を、ワラワラに魚のはらわたを供与している。強力なお守りとして「ばあやのキリコの人形」を眞人に与える。
最後はヒミと同じ扉から元の世界へと帰っており、彼女もヒミと共に行方不明になっていた若き日のキリコであることが示唆されている。

夏子（なつこ）
声：木村佳乃、英語版吹替：ジェンマ・チャン
眞人の父の再婚相手で、ヒサコ（ヒミ）の妹。姉のヒサコと瓜二つの容姿。眞人にとっては叔母であり、継母でもある。眞人と出会った時点で妊娠している。
眞人の母になろうと奮闘するが、中々心を開こうとしない眞人の態度に思い悩む。更に妊娠中のつわりもあってか精神的に参ってしまい、何かに引き寄せられるように「下の世界」へ行ってしまう。
「下の世界」では産屋で寝ており、訪れた眞人と再会。眞人に「大嫌い」と叫んで彼を追い払おうとするが、自分を「お母さん」と呼んでくれた眞人の言葉を聞き落ち着きを取り戻す。その後産屋に吊るされた大量の紙に眞人と共に襲われるが、ヒミの炎により間一髪助かっている。
最後は眞人と同じ扉から元の世界へと帰り、後に眞人の弟(作中で名前は明かされていない)を無事出産している。
勝一（しょういち）
声：木村拓哉（特別出演）、英語版吹替：クリスチャン・ベール
眞人の父親。軍需工場を営んでいる。息子想いであるが、眞人が学校でいじめに遭ったと思った際には敵を取ろうとしたり、眞人に襲い掛かるインコ達に立ち向かおうとしたりと過保護な一面がある。学校にダットサンで乗り付けたり、息子への便宜を計るために学校へ300円（現在価値で換算すると約78万円）寄付するなど、権威的なものや行動を好む。疎開先でサイパン陥落について言及している。
眞人や夏子らが行方不明になった際には、日本刀を持って塔に向かう。ばあや達に聞くまでは塔の存在を知らず、「怪談」と半信半疑だったが、眞人とヒミが「上の世界」と「下の世界」が繋がる扉を利用しインコの追っ手を無力化した際に一瞬だけ眞人を目撃し、大量に飛び立ったインコを見て、「眞人がインコになってしまった」と誤解する。
あいこ
声：大竹しのぶ
夏子の実家の屋敷の使用人。年老いた「ばあや」たちのひとり。
いずみ
声：竹下景子
既出の「ばあや」たちのひとり。
うたこ
声：風吹ジュン
既出の「ばあや」たちのひとり。
えりこ
声：阿川佐和子
既出の「ばあや」たちのひとり。
ワラワラ
声：滝沢カレン
産まれる前の魂たち。白く丸い姿をしており、小さな目と口、短い手足がある。熟すと体を膨らませることで飛ぶことができるが、ワラワラを飛ばすには魚の内臓の栄養が必要。飛んでゆくことで「上の世界」に行き、人間の新たな命として誕生する。天敵はペリカンで、為す術なく食べられてしまう。
インコ大王
声：國村隼、英語版吹替：デイヴ・バウティスタ
インコの王。他のインコたちと異なり、赤を基調とした服を着ている。頭には王冠を被り、ヒゲを生やしている。ヒミを大伯父のもとへ護送する際、追いかけてきた眞人たちを追い払うために、木製の階段を切り落とす。
世界の管理者である大伯父を閣下とよび敬意を払っているが、最終的に世界（帝国）の命運を積み木に委ねている事を知り憤慨し、自分こそ世界の命運を委ねるのに相応しいと言わんばかりに積み木を組み立てようとしたが、無造作に組み立てたことで崩れそうになり机ごと切り刻んだ結果、「下の世界」全体の崩壊を招く。最後は元のインコに戻り、眞人や夏子と同じ扉から「上の世界」へと脱出した。
セキセイインコ
人間ほどの大きさがあるインコ。元々は大伯父が連れて来た普通のインコだったらしく、「下の世界」の環境に順応し繁殖した。人間のように二足歩行するほか、刃物や包丁を持っており、包丁を研ぐ姿が見られる。人肉に飢えており、捕らえた眞人を料理しようと目論むも失敗に終わる。青サギ(サギ男)曰く雑食で、「象すら食べる」ほど食に貪欲である。
「下の世界」崩壊時には眞人や夏子と同じ扉から「上の世界」へと脱出し、「下の世界」の知能及び記憶を全て失って、元のインコの姿に戻った。
老ペリカン
声：小林薫、英語版吹替：ウィレム・デフォー
ワラワラを食らうペリカンの内の一羽。ワラワラを襲っていたところをヒミの花火で焼かれ、全身が焼け爛れる重傷を負う。キリコの家の庭で倒れ、眞人にワラワラを食らわねば生きていけない自分達の境遇を伝え死亡する。
亡骸は眞人によって丁重に弔われる。
ペリカン
「下の世界」に住むペリカンの群れ。「上の世界」へ飛んでいこうとするワラワラを餌としている。インコ同様、彼らも大伯父によって「下の世界」へと連れて来られたことが老ペリカンの口から示唆されている。
「下の世界」崩壊時には、眞人や夏子と同じ扉から「上の世界」へと脱出した。インコと同様に、「上の世界」では「下の世界」での知能、記憶は全て消えている。
大伯父
声：火野正平、英語版吹替：マーク・ハミル
ヒサコと夏子の大伯父。聡明で頭脳明晰な人物だったが、本の読みすぎで頭がおかしくなったといわれている。隕石の落ちた場所に塔を建造したが、ある日忽然と姿を消した。
実は浮遊する石との契約で「下の世界」を生み出した創造主「殿様」として留まっており、自分の血を引く者を「下の世界」を維持する後継者にしようと求めていた。
青サギを使いとして「上の世界」に送り、自身の元を訪れた子孫である眞人に「13個の悪意のない石の積み木」を託そうとする。だが最終的に眞人は後継者になることを拒み、ヒミや夏子たちと共に帰ることを選んだことで、眞人の意思を肯定する。直後にインコ大王によって積み木が破壊されたことで「下の世界」が崩壊し、自ら崩れ行く「下の世界」と運命を共にした。

## スタッフ
| 製作                     | 星野康二、中島清文 |
| 協力製作                 | 大島宇一郎、西村義明 |
| 音楽                     | 久石譲 |
| 作画監督                 | 本田雄 |
| 原画                     | 山下明彦、近藤勝也、大塚伸治、濱田高行、井上俊之、安藤雅司、大平晋也、井上鋭、稲村武志、米林宏昌、山森英司、賀川愛、田中敦子、鈴木美千代、半田由美、亀田祥倫、高坂希太郎、板津匡覧、山川浩臣、押山清高、浜洲英喜、大谷敦子、満仲勧、徳野悠我、高士亜衣、福島敦子 |
| 美術監督                 | 武重洋二 |
| ハーモニー               | 高屋法子 |
| 色彩設計                 | 沼畑富美子、高栁加奈子 |
| 撮影監督                 | 奥井敦 |
| 撮影                     | 藪田順二 |
| 音響制作                 | 東宝スタジオ、東北新社 |
| 音響演出・整音           | 笠松広司 |
| アフレコ演出             | 木村絵理子 |
| 音響効果制作             | デジタルサーカス |
| ダビングスタジオ         | 東宝ポストプロダクションセンター |
| 音楽制作                 | ワンダーシティ |
| 音楽統括                 | 藤澤文女 |
| 編集                     | 瀬山武司 |
| 助監督                   | 片山一良 |
| ポストプロダクション担当 | 古城環 |
| 制作業務担当             | 野中晋輔 |
| ペイントプロデューサー   | 高橋賢太郎 |
| 制作協力                 | スタジオポノック |
| 制作                     | スタジオジブリ |
| プロデューサー           | 鈴木敏夫 |
| 製作プロデューサー       | 宮崎吾朗 |
| 原作・脚本・監督         | 宮﨑駿 |
| 配給                     | 東宝 |

## 製作

### 経緯
2013年、宮崎駿がアニメーション映画『風立ちぬ』を公開し、それを最後に「宮崎が長編映画の制作から引退する」ことをスタジオジブリ社長の星野康二が発表した。
しかし、2017年2月24日にプロデューサーの鈴木敏夫が「Oscar Week 2017」において、宮崎が長編映画の制作に復帰したことを公表し事実上の引退撤回となった。ただし、宮崎自身は「自分は引退中であり、引退しながらやっている」と発言している。
同年5月19日、新作のスタッフを公式サイトで募集開始し本格的に制作がスタートした。10月28日に早稲田大学で開催されたイベントで新作のタイトルが『君たちはどう生きるか』であると明かされた。
2020年5月13日にエンターテインメント・ウィークリーの取材で鈴木が1か月に1分間のペースで制作中と語った。鈴木は単純計算で2020年5月時点で3年間費やしたので36分が完成したことになる、と述べている。2019年12月25日に掲載された宮﨑のインタビューによれば、働き方改革で午後8時にはスタッフが帰るようになり、みなが今までより人間的な顔になったという。
2020年11月30日の『アーヤと魔女』合同取材会において、鈴木は作画の半分が完成し、全体の尺がオープニングとエンディングを入れて約125分になる予定であり、あと3年はかかると明かした。
2022年12月1日、本作に出演した木村拓哉が自身のInstagramで「久しぶりにお会いする（宮崎）監督の元、とある作業へと向かいます」と映画の題名を隠した台本と共にアフレコ作業を行ったことを投稿し、その翌日にスタジオジブリの公式Twitterでハウルが「ありがとう」と感謝する画像の投稿を行った。
2022年12月13日、配給の東宝は本作を2023年7月14日に公開すると発表した。
2023年2月下旬、初号試写が行われた。
2023年6月16日、Dolby Cinema、Dolby Atmosで上映されることが発表された。また7月7日に、IMAXで上映されることが発表された。スタジオジブリ作品のIMAX上映は初めてとなる。
2023年7月4日、音楽は久石譲が担当することが判明した。また、同年8月9日に徳間ジャパンコミュニケーションズから主題歌含む37曲が収録されたサウンドトラックが発売された。宮﨑は久石へ「久石譲さん、ぼくの最後の仕事に付き合ってください 」という内容で仕事を依頼した。
公開日となる2023年7月14日、出演者・担当スタッフが解禁となり、米津玄師が主題歌を担当したことが判明した。同時にスタッフ面では、制作部の解散によってジブリからスタジオポノックに移籍した西村義明が協力製作という形で本作に関わった。
2023年7月27日、同年9月に開催される第48回トロント国際映画祭にて、オープニング作品として上映されることが決定した。同映画祭のオープニングで邦画及びアニメーション作品が上映されるのは史上初めてとなる。
2023年8月11日、劇場パンフレット発売開始。パンフレット内容については未発表である。
2023年8月18日、「常識の範囲でご自由にお使い下さい」という鈴木敏夫プロデューサーのメッセージとともに、場面写真14点を発表した。
2023年10月27日、本作の作品解説や全キャストとメインスタッフのインタビュー、コメントなどをまとめた公式ガイドブック『THE ART OF 君たちはどう生きるか』が発売（他は下記）。
2023年11月16日、公開から4か月にして第2弾となるポスタービジュアルが公開され、主人公・眞人のイラストと設定が書き込まれた最初のイメージボードとともに、キャッチコピーが公開された。宮崎監督直筆によるもので、11月17日より全国の上映劇場にて掲出を開始。
2024年3月11日、米アカデミー賞を受賞。また、それに伴い開かれた鈴木敏夫プロデューサーの会見で第3弾となるポスタービジュアルが公開された。青サギ・サギ男のイメージボード、受賞歴とともに、新キャッチコピーが公開された。
2024年3月20日、豪華キャスト陣が英語吹替を担当した「英語吹替版（日本語字幕付き）」の全国上映が開始された。

### 制作・コンセプト
監督の宮﨑は2024年3月3日（現地）に行われた米アカデミー賞の主催するパネルディスカッションにビデオで参加している。そこで宮崎は本作を「（自身の）自伝ではない」としつつ、「心の中にあったこと（物語）です」としている。
鈴木によれば、宮﨑は本作においては全てのカットに自ら手を入れるようなことは行っておらず、あくまで絵コンテの制作に専念しているという。具体的な作画は作画監督の本田雄に一任しており、鈴木はそれによって本作が「がぜん面白くなりました」としている。
2023年2月下旬に行われた初号試写終了後、「おそらく、訳が分からなかったことでしょう。私自身、訳が分からないところがありました」という宮崎からのコメントが読み上げられたという。
書評家・ライターのタニグチリウイチは、ストーリーにはアイルランドの作家、ジョン・コナリーの小説『失われたものたちの本』からの影響があると指摘している。同小説の日本語翻訳を担当した田内志文は、2016年に宮﨑から「この本と出会い、引退を撤回してもう一本作ることを決めた」と手紙が届き、元々は同小説の映画化を狙っていたが条件が折り合わず、オリジナル作品を作ることが書かれていたことを明かしている。
映画評論家の南波克行は、ポスタービジュアル第2弾にも記載された眞人の一言について、1978年に放送された宮﨑のTVシリーズ初監督作品である『未来少年コナン』の1話で死の間際に立たされたおじいが放った「仲間を探せ」という言葉のオマージュであり、言わば「全員が改めて1からやり直す」との意味が込められたと述べている。

## 関連出版
- 『THE ART OF 君たちはどう生きるか』スタジオジブリ責任編集、徳間書店、2023年10月。ISBN 978-4-19-865748-2
- 『スタジオジブリ絵コンテ全集23　宮崎駿　君たちはどう生きるか』徳間書店、2023年10月。ISBN 978-4-19-865747-5
- 『君たちはどう生きるか　徳間アニメ絵本40』徳間書店、2023年12月。ISBN 978-4-19-865751-2
- 『君たちはどう生きるか　フィルムコミック（上・下）』アニメージュ編集部編、徳間書店コミックススペシャル、2023年10月-12月。ISBN 978-4-19-865749-9&ISBN 978-4-19-865750-5

## 音楽

### 主題歌
「地球儀」
作詞・作曲・歌 - 米津玄師（SME Records）
2019年に宮﨑がラジオでFoorinの「パプリカ」を聴いたことがきっかけで米津に制作を依頼した。米津は宮﨑より絵コンテを見せられて説明を受け、幾度かスタジオに足を運んで宮﨑や鈴木敏夫と話をしながら4年かけて楽曲を完成させた。

### サウンドトラック
2023年8月9日、久石譲によるサウンドトラックが発売（主題歌を含む37曲を収録）。

## 公開

### 興行成績（日本）
日本では、2023年7月14日に全国公開され、公開4日間の（14日 - 17日）の興行成績が発表され、観客動員135万人、興収21.4億円を記録。2001年公開の『千と千尋の神隠し』の初動4日間の興収を超え、前作の『風立ちぬ』との対比では、150％を超えた。
その後、同年9月25日時点で国内興行82.5億円、553万人を動員。2023年末時点で88.4億円。
また、2024年3月10日の第96回アカデミー賞長編アニメーション映画部門賞受賞を受けて、同月20日から上映館数を拡大すると同時に一部の映画館では英語吹替版も上映することを同月11日に発表した。
アカデミー賞受賞後に迎えた3月15日-17日付の週末観客動員ランキングでは8位にランクインし、9月29日週以来、約6か月ぶりにTOP10に復帰することとなった。また、公開（7月14日）から3月17日までの248日間で観客動員612万人、興行収入90.8億円を記録した。
|                                              | 動員数 （万人） | 動員数 （万人） | 動員数 （万人） | 興行収入 （億円） | 興行収入 （億円） | 備考          |
| 週末                                         | 週末            | 累計            | 週末            | 累計              |                   | 備考          |
| -------------------------------------------- | --------------- | --------------- | --------------- | ----------------- | ----------------- | ------------- |
| 1週目の週末 （2023年7月14日・15日・16日）    | 1位             | 100.3           | 100.3           | 16.3              | 16.3              | [ 65 ] [ 66 ] |
| 2週目の週末 （7月21日・22日・23日）          | 2位             | 52.9            | 232.2           | 8.3               | 36.2              | [ 67 ] [ 68 ] |
| 3週目の週末 （7月28日・29日・30日）          | 3位             | 36.7            | 305.4           | 5.6               | 46.9              | [ 69 ] [ 70 ] |
| 4週目の週末 （8月4日・5日・6日）             | 4位             |                 | 361.1           |                   | 54.8              | [ 71 ] [ 72 ] |
| 5週目の週末 （8月11日・12日・13日）          | 3位             | 28.9            | 412.5           | 4.4               | 62.4              | [ 73 ] [ 74 ] |
| 6週目の週末 （8月18日・19日・20日）          | 2位             | 20.3            | 464.5           | 3.0               | 69.8              | [ 75 ] [ 76 ] |
| 7週目の週末 （8月25日・26日・27日）          | 4位             | 14.3            | 494.6           | 2.1               | 74.1              | [ 77 ] [ 78 ] |
| 8週目の週末 （9月1日・2日・3日）             | 5位             |                 | 517.6           |                   | 77.3              | [ 79 ] [ 80 ] |
| 9週目の週末 （9月8日・9日・10日）            | 6位             |                 | 532.7           |                   | 79.6              | [ 81 ] [ 82 ] |
| 10週目の週末 （9月15日・16日・17日・18日）   | 9位             |                 | 546.8           |                   | 81.6              | [ 83 ] [ 84 ] |
| 11週目の週末 （9月22日・23日・24日）         | 9位             |                 | 533.1           |                   | 82.5              | [ 85 ] [ 86 ] |
| 12週目の週末 （9月29日・30日・10月1日）      | 10位            |                 | 558.9           |                   | 83.3              | [ 87 ] [ 88 ] |
| 13週目の週末 （10月6日・7日・8日・9日）      | 圏外            |                 |                 |                   | 84.0              | [ 89 ]        |
| 14週目の週末 （10月13日・14日・15日）        | 圏外            |                 |                 |                   | 84.4              | [ 90 ]        |
| 15週目の週末 （10月20日・21日・22日）        | 圏外            |                 |                 |                   | 84.7              | [ 91 ]        |
| 16週目の週末 （10月27日・28日・29日）        | 圏外            |                 |                 |                   | 85.0              | [ 92 ]        |
| 17週目の週末 （11月3日・4日・5日）           | 圏外            |                 |                 |                   | 85.2              | [ 93 ]        |
| 18週目の週末 （11月10日・11日・12日）        | 圏外            |                 |                 |                   | 85.4              | [ 94 ]        |
| 19週目の週末 （11月17日・18日・19日）        | 圏外            |                 |                 |                   | 85.6              | [ 95 ]        |
| 20週目の週末 （11月23日・24日・25日・26日）  | 圏外            |                 |                 |                   | 85.8              | [ 96 ]        |
| 21週目の週末 （12月1日・2日・3日）           | 圏外            |                 |                 |                   | 86.0              | [ 97 ]        |
| 22週目の週末 （12月8日・9日・10日）          | 圏外            |                 |                 |                   | 86.1              | [ 98 ]        |
| 23週目の週末 （12月15日・16日・17日）        | 圏外            |                 |                 |                   | 86.4              | [ 99 ]        |
| 24週目の週末 （12月22日・23日・24日）        | 圏外            |                 |                 |                   | 86.6              | [ 100 ]       |
| 25週目の週末 （12月29日・30日・31日）        | 圏外            |                 |                 |                   | 87.1              | [ 101 ]       |
| 26週目の週末 （2024年1月5日・6日・7日・8日） | 圏外            |                 |                 |                   | 87.3              | [ 102 ]       |
| 27週目の週末 （1月12日・13日・14日）         | 圏外            |                 |                 |                   | 87.7              | [ 103 ]       |
| 28週目の週末 （1月19日・20日・21日）         | 圏外            |                 |                 |                   | 88.1              | [ 104 ]       |
| 29週目の週末 （1月26日・27日・28日）         | 圏外            |                 |                 |                   | 88.5              | [ 105 ]       |
| 30週目の週末 （2月2日・3日・4日）            | 圏外            |                 |                 |                   | 88.8              | [ 106 ]       |
| 31週目の週末 （2月9日・10日・11日・12日）    | 圏外            |                 |                 |                   | 89.1              | [ 107 ]       |
| 32週目の週末 （2月16日・17日・18日）         | 圏外            |                 |                 |                   | 89.2              | [ 108 ]       |
| 33週目の週末 （2月23日・24日・25日）         | 圏外            |                 |                 |                   | 89.5              | [ 109 ]       |
| 34週目の週末 （3月1日・2日・3日）            | 圏外            |                 |                 |                   | 89.7              | [ 110 ]       |
| 35週目の週末 （3月8日・9日・10日）           | 圏外            |                 |                 |                   | 89.8              | [ 111 ]       |
| 36週目の週末 （3月15日・16日・17日）         | 8位             |                 | 612.0           |                   | 90.9              | [ 112 ]       |
| 37週目の週末 （3月22日・23日・24日）         | 圏外            |                 |                 |                   | 91.9              | [ 113 ]       |
| 38週目の週末 （3月29日・30日・31日）         | 圏外            |                 |                 |                   | 92.6              | [ 114 ]       |
| 39週目の週末 （4月5日・6日・7日）            | 圏外            |                 |                 |                   | 93.0              | [ 115 ]       |
| 40週目の週末 （4月12日・13日・14日）         | 圏外            |                 |                 |                   | 93.2              | [ 116 ]       |
| 41週目の週末 （4月19日・20日・21日）         | 圏外            |                 |                 |                   | 93.3              | [ 117 ]       |
| 42週目の週末 （4月26日・27日・28日・29日）   | 圏外            |                 |                 |                   | 93.3              | [ 118 ]       |
| 43週目の週末 （5月3日・4日・5日・6日）       | 圏外            |                 |                 |                   | 93.3              | [ 119 ]       |
| 44週目の週末 （5月10日・11日・12日）         | 圏外            |                 |                 |                   | 93.3              | [ 120 ]       |
| 45週目の週末 （5月17日・18日・19日）         | 圏外            |                 |                 |                   | 93.4              | [ 121 ]       |
| 46週目の週末 （5月24日・25日・26日）         | 圏外            |                 |                 |                   | 93.4              | [ 122 ]       |
| 47週目の週末 （5月31日・6月1日・2日）        | 圏外            |                 |                 |                   | 93.4              | [ 123 ]       |
| 48週目の週末 （6月7日・8日・9日）            | 圏外            |                 |                 |                   | 93.4              | [ 124 ]       |
| 49週目の週末 （6月14日・15日・16日）         | 圏外            |                 |                 |                   | 93.4              | [ 125 ]       |
| 50週目の週末 （6月21日・22日・23日）         | 圏外            |                 |                 |                   | 93.4              | [ 126 ]       |
| 51週目の週末 （6月28日・29日・30日）         | 圏外            |                 |                 |                   | 93.4              | [ 127 ]       |
| 52週目の週末 （7月5日・6日・7日）            | 圏外            |                 |                 |                   | 93.4              | [ 128 ]       |
| 53週目の週末 （7月12日・13日・14日・15日）   | 圏外            |                 |                 |                   | 93.4              | [ 129 ]       |
| 54週目の週末 （7月19日・20日・21日）         | 圏外            |                 |                 |                   | 93.4              | [ 130 ]       |
| 55週目の週末 （7月26日・27日・28日）         | 圏外            |                 |                 |                   | 93.4              | [ 131 ]       |

### 興行成績（北米）
北米では、2023年12月8日に公開され、公開後初の週末、興行収入1280万ドル（約18億6000万円）を超え、週末興行ランキングで1位を獲得。最終興行収入は4679万ドル（約72億円）に達し、北米で公開された邦画歴代4位の興行収入を記録した。

### 興行成績（中国）
中国では、2024年4月3日に公開され、興行収入が、公開から2日で2億5500万元（約53億円）を超えた。最終興行収入は7億7800万元（約166.8億円）に達し、中国で公開された邦画歴代2位の興行収入を記録した。

### プロモーション
プロデューサーの鈴木は、2023年6月2日に行われた『文藝春秋』編集長の新谷学との対談において、本作については宣伝を一切行わない方針を明らかにした。
また、「金曜ロードショーとジブリ展」の開会セレモニーにて、「いろいろ考えているうちに一切宣伝がなかったら、皆さんどう思うんだろうと考えてみた。僕の考えですけど、これだけ情報があふれている時代、もしかしたら情報がないことがエンタテインメントになる。そんなふうに考えました。うまくいくかどうかわかりません。わからないけど、それを信じてやる、ということです」と鈴木が語っている。
先述のとおり、2022年12月13日に公開予定日とポスタービジュアルが発表されて以降、予告編の公開やCM、新聞広告、公式サイトの開設といったプロモーション活動は全く行われず、出演者も伏せられ、スタッフについても公開日までほとんどが非公開となっており、2023年2月下旬に行われた初号試写でも、厳重な箝口令が敷かれた。
プロモーションとしては、映画ジャーナリストの大高宏雄が、日本テレビ系列『金曜ロードショー』で10年間流し続けた今までのジブリ作品が実質的に宣伝だったと指摘している（本作の公開を記念し企画した「夏はジブリ」にて間接的にではあるがこれまで通りに宣伝された）。

## ホームメディア

### DVD・ブルーレイ
ウォルト・ディズニー・ジャパンから2024年7月3日に発売。レンタルも同日開始。スタジオジブリ作品としては初のUHD BD化（Dolby Vision、Dolby Atmos収録）となる。
- 君たちはどう生きるか［4K Ultra HD Blu-ray Disc+Blu-ray Disc］
- 君たちはどう生きるか［Blu-ray Disc］
- 君たちはどう生きるか［DVD Disc］

### 動画配信
日本とアメリカを除く各国ではNetflixで、アメリカではMaxにおいて、本作品が配信される。
Maxでは2024年9月6日から、Netflixでは同年内に配信を開始した。

## 評価
興行的には好調な滑り出しを見せたが、インターネット上では評価が分かれ賛否両論となる現象が起きた。
Rotten Tomatoesでは、270人の批評家のうち97%がこの映画に好意的なレビューを与えた。
Metacriticでは、この映画は55人の批評家のレビューに基づいて100点満点中91点の加重平均点を獲得している。

### 影響
映画公開後、岩波書店で刊行している吉野源三郎の小説『君たちはどう生きるか』（岩波文庫＋ワイド版岩波文庫）が、映画との相乗効果もあり一時期品薄状態となった。これを受け重版が決まったが、フリマアプリで文庫が相次いで出品される状況となった。

### 作品論
- 『総特集＝宮﨑駿『君たちはどう生きるか』をどう観たか 現代思想』2023年10月臨時増刊（青土社、2023年9月刊）ISBN 978-4791714537
- 『雑誌 SWITCH「特集 ジブリをめぐる冒険」』（2023年9月号、スイッチ・パブリッシング）
- 『君たちはどう生きるか ジブリの教科書21』（スタジオジブリ編、文藝春秋〈文春ジブリ文庫〉、2025年8月）ISBN 978-4168120206

### 受賞・ノミネート
| 映画賞                                               | 授賞式                   | 部門                                   | 対象                     | 結果       | 出典            |
| ---------------------------------------------------- | ------------------------ | -------------------------------------- | ------------------------ | ---------- | --------------- |
| 第48回トロント国際映画祭                             | 2023年9月17日            | 観客賞                                 | 『君たちはどう生きるか』 | 第3位      | [ 150 ]         |
| イマジン映画祭                                       | 2023年11月4日            | シルバー・スクリーム賞                 | 『君たちはどう生きるか』 | 1位        | [ 151 ]         |
| 第48回報知映画賞                                     | 2023年11月27日（発表日） | アニメ作品賞                           | 『君たちはどう生きるか』 | ノミネート | [ 152 ]         |
| 第89回ニューヨーク映画批評家協会賞                   | 2023年11月30日           | アニメ映画賞                           | 『君たちはどう生きるか』 | 受賞       | [ 153 ]         |
| ミシガン映画批評家協会賞                             | 2023年12月4日            | アニメ映画賞                           | 『君たちはどう生きるか』 | ノミネート | [ 154 ]         |
| Yahoo!検索大賞2023                                   | 2023年12月5日（発表日）  | 映画部門                               | 『君たちはどう生きるか』 | 1位        | [ 155 ]         |
| ナショナル・ボード・オブ・レビュー賞                 | 2023年12月6日            | 作品賞トップ10                         | 『君たちはどう生きるか』 | 受賞       | [ 156 ]         |
| 第49回ロサンゼルス映画批評家協会賞                   | 2023年12月10日           | アニメ映画賞                           | 『君たちはどう生きるか』 | 受賞       | [ 157 ]         |
| 第44回ボストン映画批評家協会賞                       | 2023年12月10日           | アニメ映画賞                           | 『君たちはどう生きるか』 | 受賞       | [ 158 ]         |
| 第22回ワシントンD.C.映画批評家協会賞                 | 2023年12月10日           | アニメ映画賞                           | 『君たちはどう生きるか』 | ノミネート | [ 159 ]         |
| 第22回ワシントンD.C.映画批評家協会賞                 | 2023年12月10日           | アフレコ賞                             | 菅田将暉                 | ノミネート | [ 159 ]         |
| 第36回シカゴ映画批評家協会賞                         | 2023年12月12日           | アニメ映画賞                           | 『君たちはどう生きるか』 | 受賞       | [ 160 ] [ 161 ] |
| 第36回シカゴ映画批評家協会賞                         | 2023年12月12日           | 外国語映画賞                           | 『君たちはどう生きるか』 | ノミネート | [ 160 ] [ 161 ] |
| 第27回ラスベガス映画批評家協会賞                     | 2023年12月13日           | アニメ映画賞                           | 『君たちはどう生きるか』 | ノミネート | [ 162 ] [ 163 ] |
| 第27回ラスベガス映画批評家協会賞                     | 2023年12月13日           | ウィリアム・ホールデン生涯功労賞       | 宮﨑駿                   | ノミネート | [ 162 ] [ 163 ] |
| フェニックス批評家サークル賞                         | 2023年12月14日           | アニメ映画賞                           | 『君たちはどう生きるか』 | ノミネート | [ 164 ] [ 165 ] |
| 第20回セントルイス映画批評家協会賞                   | 2023年12月17日           | アニメ映画賞                           | 『君たちはどう生きるか』 | 次点       | [ 166 ] [ 167 ] |
| 第27回トロント映画批評家協会賞                       | 2023年12月17日           | アニメ映画賞                           | 『君たちはどう生きるか』 | 次点       | [ 168 ]         |
| フィラデルフィア映画批評家協会賞                     | 2023年12月17日           | アニメ映画賞                           | 『君たちはどう生きるか』 | 受賞       | [ 169 ]         |
| フィラデルフィア映画批評家協会賞                     | 2023年12月17日           | 外国語映画賞                           | 『君たちはどう生きるか』 | 受賞       | [ 169 ]         |
| インディアナ映画ジャーナリスト協会賞                 | 2023年12月17日           | アニメ映画賞                           | 『君たちはどう生きるか』 | ノミネート | [ 170 ] [ 171 ] |
| インディアナ映画ジャーナリスト協会賞                 | 2023年12月17日           | 外国語映画賞                           | 『君たちはどう生きるか』 | ノミネート | [ 170 ] [ 171 ] |
| ノーステキサス映画批評家協会賞                       | 2023年12月18日           | アニメ映画賞                           | 『君たちはどう生きるか』 | ノミネート | [ 172 ] [ 173 ] |
| 第29回ダラス・フォートワース映画批評家協会賞         | 2023年12月18日           | アニメ映画賞                           | 『君たちはどう生きるか』 | 受賞       | [ 174 ]         |
| 第28回サンディエゴ映画批評家協会賞                   | 2023年12月19日           | アニメ映画賞                           | 『君たちはどう生きるか』 | 受賞       | [ 175 ] [ 176 ] |
| オンライン女性映画批評家協会賞                       | 2023年12月21日           | アニメ映画賞                           | 『君たちはどう生きるか』 | ノミネート | [ 177 ] [ 178 ] |
| 第28回フロリダ映画批評家協会賞                       | 2023年12月21日           | 作品賞                                 | 『君たちはどう生きるか』 | 受賞       | [ 179 ] [ 180 ] |
| 第28回フロリダ映画批評家協会賞                       | 2023年12月21日           | 国際映画賞                             | 『君たちはどう生きるか』 | ノミネート | [ 179 ] [ 180 ] |
| 第28回フロリダ映画批評家協会賞                       | 2023年12月21日           | アニメ映画賞                           | 『君たちはどう生きるか』 | 受賞       | [ 179 ] [ 180 ] |
| 第28回フロリダ映画批評家協会賞                       | 2023年12月21日           | 作曲賞                                 | 久石譲                   | 受賞       | [ 179 ] [ 180 ] |
| #XTrendAward 2023                                    | 2023年12月27日（発表日） | ジャンル別 映画                        | 『君たちはどう生きるか』 | 第1位      | [ 181 ]         |
| オクラホマ映画批評家協会賞                           | 2024年1月3日             | 作品賞トップ10                         | 『君たちはどう生きるか』 | 第9位      | [ 182 ]         |
| ノースカロライナ映画批評家協会賞                     | 2024年1月3日             | アニメ映画賞                           | 『君たちはどう生きるか』 | ノミネート | [ 183 ]         |
| EDA賞                                                | 2024年1月3日             | アニメ映画賞                           | 『君たちはどう生きるか』 | 受賞       | [ 184 ]         |
| コロンバス映画批評家協会賞                           | 2024年1月4日             | 外国語映画賞                           | 『君たちはどう生きるか』 | ノミネート | [ 185 ]         |
| コロンバス映画批評家協会賞                           | 2024年1月4日             | アニメ映画賞                           | 『君たちはどう生きるか』 | ノミネート | [ 185 ]         |
| 第13回ジョージア映画批評家協会賞                     | 2024年1月5日             | 国際映画賞                             | 『君たちはどう生きるか』 | ノミネート | [ 186 ]         |
| 第13回ジョージア映画批評家協会賞                     | 2024年1月5日             | アニメ映画賞                           | 『君たちはどう生きるか』 | 次点       | [ 186 ]         |
| グレーター・ウェスタン・ニューヨーク映画批評家協会賞 | 2024年1月6日             | 外国語映画賞                           | 『君たちはどう生きるか』 | ノミネート | [ 187 ]         |
| グレーター・ウェスタン・ニューヨーク映画批評家協会賞 | 2024年1月6日             | アニメ映画賞                           | 『君たちはどう生きるか』 | 受賞       | [ 187 ]         |
| 第22回ユタ映画批評家協会賞                           | 2024年1月6日             | アニメ映画賞                           | 『君たちはどう生きるか』 | ノミネート | [ 188 ]         |
| 2024アストラ映画賞                                   | 2024年1月6日             | アニメ映画賞                           | 『君たちはどう生きるか』 | ノミネート | [ 189 ] [ 190 ] |
| 2024アストラ映画賞                                   | 2024年1月6日             | 国際映画製作者賞                       | 宮﨑駿                   | 受賞       | [ 189 ] [ 190 ] |
| 第81回ゴールデングローブ賞                           | 2024年1月7日             | アニメ映画賞                           | 『君たちはどう生きるか』 | 受賞       | [ 191 ] [ 192 ] |
| 第81回ゴールデングローブ賞                           | 2024年1月7日             | 作曲賞                                 | 久石譲                   | ノミネート | [ 191 ] [ 192 ] |
| 2023シアトル映画批評家協会賞                         | 2024年1月8日             | 国際映画賞                             | 『君たちはどう生きるか』 | ノミネート | [ 193 ]         |
| 2023シアトル映画批評家協会賞                         | 2024年1月8日             | アニメ映画賞                           | 『君たちはどう生きるか』 | ノミネート | [ 193 ]         |
| 第22回サンフランシスコ・ベイエリア映画批評家協会賞   | 2024年1月9日             | アニメ映画賞                           | 『君たちはどう生きるか』 | 受賞       | [ 194 ]         |
| 第19回オースティン映画批評家協会賞                   | 2024年1月10日            | 国際映画賞                             | 『君たちはどう生きるか』 | ノミネート | [ 195 ]         |
| 第19回オースティン映画批評家協会賞                   | 2024年1月10日            | アニメ映画賞                           | 『君たちはどう生きるか』 | ノミネート | [ 195 ]         |
| デンバー映画批評家協会賞                             | 2024年1月12日            | アニメ映画賞                           | 『君たちはどう生きるか』 | ノミネート | [ 196 ]         |
| ハワイ映画批評家協会賞                               | 2024年1月12日            | アニメ映画賞                           | 『君たちはどう生きるか』 | ノミネート | [ 197 ]         |
| 第29回クリティクス・チョイス・アワード               | 2024年1月14日            | アニメ映画賞                           | 『君たちはどう生きるか』 | ノミネート | [ 198 ]         |
| 第78回毎日映画コンクール                             | 2024年1月18日（決定日）  | 大藤信郎賞                             | 『君たちはどう生きるか』 | 受賞       | [ 199 ]         |
| 第27回オンライン映画批評家協会賞                     | 2024年1月22日            | アニメ映画賞                           | 『君たちはどう生きるか』 | ノミネート | [ 200 ]         |
| 第17回ヒューストン映画批評家協会賞                   | 2024年1月22日            | アニメ映画賞                           | 『君たちはどう生きるか』 | ノミネート | [ 201 ]         |
| 第17回ヒューストン映画批評家協会賞                   | 2024年1月22日            | 作曲賞                                 | 久石譲                   | ノミネート | [ 201 ]         |
| 第44回ロンドン映画批評家協会賞                       | 2024年2月4日             | 外国語映画賞                           | 『君たちはどう生きるか』 | ノミネート | [ 202 ]         |
| 第44回ロンドン映画批評家協会賞                       | 2024年2月4日             | アニメ映画賞                           | 『君たちはどう生きるか』 | 受賞       | [ 202 ]         |
| 第28回美術監督組合賞                                 | 2024年2月10日            | アニメ映画部門美術賞                   | 武重洋二                 | ノミネート | [ 203 ]         |
| 国際シネフィル協会賞                                 | 2024年2月11日            | 作品賞                                 | 『君たちはどう生きるか』 | 第15位     | [ 204 ]         |
| 国際シネフィル協会賞                                 | 2024年2月11日            | 作曲賞                                 | 久石譲                   | 受賞       | [ 204 ]         |
| 国際シネフィル協会賞                                 | 2024年2月11日            | 音響デザイン賞                         | 笠松広司                 | ノミネート | [ 204 ]         |
| 国際シネフィル協会賞                                 | 2024年2月11日            | アニメ映画賞                           | 『君たちはどう生きるか』 | 受賞       | [ 204 ]         |
| 作曲・作詞家協会賞                                   | 2024年2月13日            | スタジオ映画部門作曲賞                 | 久石譲                   | ノミネート | [ 205 ]         |
| 第2回新潟国際アニメーション映画祭                    | 2024年2月16日（発表日）  | 蕗谷虹児賞                             | 本田雄                   | 受賞       | [ 206 ]         |
| 第51回アニー賞                                       | 2024年2月17日            | 長編作品賞                             | 『君たちはどう生きるか』 | ノミネート | [ 207 ] [ 208 ] |
| 第51回アニー賞                                       | 2024年2月17日            | 長編作品監督賞                         | 宮﨑駿                   | ノミネート | [ 207 ] [ 208 ] |
| 第51回アニー賞                                       | 2024年2月17日            | 長編作品脚本賞                         | 宮﨑駿                   | ノミネート | [ 207 ] [ 208 ] |
| 第51回アニー賞                                       | 2024年2月17日            | 長編作品ストーリーボード賞             | 宮﨑駿                   | 受賞       | [ 207 ] [ 208 ] |
| 第51回アニー賞                                       | 2024年2月17日            | 長編作品音楽賞                         | 久石譲                   | ノミネート | [ 207 ] [ 208 ] |
| 第51回アニー賞                                       | 2024年2月17日            | 長編作品キャラクター・アニメーション賞 | 本田雄                   | 受賞       | [ 207 ] [ 208 ] |
| 第51回アニー賞                                       | 2024年2月17日            | 長編作品美術賞                         | 武重洋二                 | ノミネート | [ 207 ] [ 208 ] |
| 第77回英国アカデミー賞                               | 2024年2月18日            | アニメ映画賞                           | 宮﨑駿、鈴木敏夫         | 受賞       | [ 209 ]         |
| 国際映画音楽批評家協会賞                             | 2024年2月22日            | 作曲賞                                 | 久石譲                   | ノミネート | [ 210 ] [ 211 ] |
| 国際映画音楽批評家協会賞                             | 2024年2月22日            | アニメ映画部門作曲賞                   | 久石譲                   | 受賞       | [ 210 ] [ 211 ] |
| 第35回全米製作者組合賞                               | 2024年2月25日            | アニメ映画賞                           | 鈴木敏夫                 | ノミネート | [ 212 ]         |
| ドリアン賞                                           | 2024年2月26日            | 非英語作品賞                           | 『君たちはどう生きるか』 | ノミネート | [ 213 ]         |
| ドリアン賞                                           | 2024年2月26日            | アニメ映画賞                           | 『君たちはどう生きるか』 | 受賞       | [ 213 ]         |
| ドリアン賞                                           | 2024年2月26日            | 音楽賞                                 | 久石譲                   | ノミネート | [ 213 ]         |
| 映画音響協会賞                                       | 2024年3月3日             | アニメ映画部門音響賞                   | 笠松広司                 | ノミネート | [ 214 ]         |
| 第28回サテライト賞                                   | 2024年3月3日             | アニメーション・ミックスメディア映画賞 | 宮﨑駿                   | 受賞       | [ 215 ]         |
| 第47回日本アカデミー賞                               | 2024年1月25日（発表日）  | 優秀アニメーション作品賞               | 『君たちはどう生きるか』 | 受賞       | [ 216 ]         |
| 第47回日本アカデミー賞                               | 2024年3月8日             | 最優秀アニメーション作品賞             | 『君たちはどう生きるか』 | 受賞       | [ 216 ]         |
| 第96回アカデミー賞                                   | 2024年3月10日            | 長編アニメ映画賞                       | 宮﨑駿、鈴木敏夫         | 受賞       | [ 217 ]         |
| 第4回クリティクス・チョイス・スーパー・アワード      | 2024年4月4日             | SF/ファンタジー映画賞                  | 『君たちはどう生きるか』 | ノミネート | [ 218 ] [ 219 ] |
| 第52回サターン賞                                     | 2024年4月4日             | アニメ映画賞                           | 『君たちはどう生きるか』 | ノミネート | [ 220 ]         |

## 備考
物語の序盤、眞人が引っ越し先の家に向かう途中で陸軍に徴兵されて出征していく片山一良という青年の壮行会を目撃するシーンが在るが、この青年の氏名は本作の助監督を担当した片山一良に因む。監督の宮崎駿はこの片山一良青年の件について日本放送協会のNHK総合テレビで放送されているドキュメンタリー番組『プロフェッショナル仕事の流儀』内でのインタビューで「俺（宮崎）が死んでも片山がやるから大丈夫って片山が言ってるから連絡するように片山も死ねばいいんです」と語っており、この青年が片山一良本人であることを認め、単なるお遊び的な役名設定ではなく、片山一良である必要があった旨を述べている。

## テレビ放映
| 回数 | 放送日       | 放送局     | 放送時間（JST）   | 放送枠           | 視聴率 | 備考 |
| ---- | ------------ | ---------- | ----------------- | ---------------- | ------ | --- |
| 1    | 2025年5月2日 | 日本テレビ | 金曜21:00 - 23:39 | 金曜ロードショー | 12.4%  | 地上波初放送。 放送前の20:02 - 21:00にはジブリ情報を兼ねた事前番組『君たちはどう生きるか このあと9時 スタジオジブリ名場面も!」を別途放送。 |